# Serrinha (Bahia)
Serrinha ist eine Stadt im Landesinneren des Bundesstaates Bahia in Brasilien. Sie hat eine Landfläche von 808 Quadratkilometern und 80.861 Einwohner. (Stand 1. Juli 2019)

## Lage und Infrastruktur
Serrinha ist etwa 60 Kilometer von Feira de Santana entfernt. Der nächste internationale Flughafen befindet sich in Salvador da Bahia.
Die Stadt liegt an einer der wichtigsten Nord-Süd-Routen des brasilianischen Güterverkehrs und an einer Bahnstrecke, die heute aber kaum noch genutzt wird.

## Bistum Serrinha
- Bistum Serrinha

## Persönlichkeiten
- Thiago Santos Santana (* 1993), Fußballspieler